# Tale e quale show (decima edizione)
La decima edizione del talent show Tale e quale show è andata in onda dal 18 settembre al 23 ottobre 2020, sempre con la conduzione di Carlo Conti ogni venerdì in prima serata su Rai 1 per sei puntate, seguite da altre quattro della nona edizione del torneo, nella quale si sono sfidati i tre migliori concorrenti uomini e le tre migliori concorrenti donne di quest'edizione insieme ai due migliori uomini e alle due migliori donne dell'edizione precedente.
In questa edizione la giuria rimane invariata e, come da tradizione, è spesso affiancata da un quarto giudice a rotazione, il quale stila anch'esso una classifica a fine puntata, così come gli altri membri. I concorrenti, invece, sono dieci come nella terza edizione.
Inoltre, Gabriele Cirilli ritorna nel programma dopo due anni di assenza. A differenza delle precedenti edizioni, è presente nelle vesti del personaggio da imitare per tutta la puntata, intervenendo con varie battute dopo ogni esibizione.
L'edizione è stata vinta da Pago, si classifica al secondo posto Virginio, segue al terzo posto Barbara Cola.

## Cast

### Concorrenti

#### Uomini
- Sergio Múñiz
- Francesco Paolantoni
- Pago
- Virginio
- Luca Ward

#### Donne
- Barbara Cola
- Francesca Manzini
- Carolina Rey
- Carmen Russo
- Giulia Sol

#### Fuori gara
- Gabriele Cirilli

### Giudici
La giuria è composta da:
- Loretta Goggi
- Giorgio Panariello
- Vincenzo Salemme

#### Quarto giudice
Anche in questa edizione la giuria in alcune puntate viene spesso affiancata dalla presenza di un quarto giudice a rotazione, che partecipa al voto delle esibizioni e stila una propria classifica. Nella tabella sottostante sono riportati i personaggi che hanno ricoperto di volta in volta il suddetto ruolo.
| Puntata | Messa in onda     | Quarto giudice   |
| 1       | 18 settembre 2020 |                  |
| 2       | 25 settembre 2020 | Lino Guanciale   |
| 3       | 2 ottobre 2020    | Ubaldo Pantani   |
| 4       | 9 ottobre 2020    | Luca Argentero   |
| 5       | 16 ottobre 2020   | Nino Frassica    |
| 6       | 23 ottobre 2020   | Gabriele Cirilli |

### Coach
Coach dei concorrenti sono:
- Daniela Loi: vocal coach
- Matteo Becucci: vocal coach
- Maria Grazia Fontana: vocal coach
- Fabrizio Mainini: coreografo
- Emanuela Aureli: imitatrice
- Pinuccio Pirazzoli: direttore d'orchestra

## Puntate

### Prima puntata
La prima puntata è andata in onda il 18 settembre 2020 ed è stata vinta da Virginio, che ha interpretato Justin Timberlake in Can't Stop the Feeling!.
| Ordine | Canzone e cantante imitato                         | Concorrente          | Punteggio | Panariello | Goggi | Salemme | Concorrenti |
| ------ | -------------------------------------------------- | -------------------- | --------- | ---------- | ----- | ------- | ----------- |
| 7      | Can't Stop the Feeling! - Justin Timberlake        | Virginio             | 55        | 15         | 15    | 15      | 10          |
| 2      | Viceversa - Francesco Gabbani                      | Pago                 | 52        | 14         | 14    | 14      | 10          |
| 3      | Come saprei - Giorgia                              | Giulia Sol           | 41        | 8          | 9     | 9       | 15          |
| 8      | Sono solo parole - Noemi                           | Francesca Manzini    | 40        | 13         | 11    | 11      | 5           |
| 1      | Musica (e il resto scompare) - Elettra Lamborghini | Carolina Rey         | 37        | 9          | 13    | 10      | 5           |
| 6      | Senza una donna - Zucchero                         | Luca Ward            | 37        | 12         | 12    | 13      | -           |
| 9      | Come ti vorrei - Iva Zanicchi                      | Barbara Cola         | 33        | 11         | 10    | 12      | -           |
| 10     | (I Can't Get No) Satisfaction - Mick Jagger        | Sergio Múñiz         | 26        | 10         | 8     | 8       | -           |
| 4      | Cocktail d'amore - Stefania Rotolo                 | Carmen Russo         | 23        | 6          | 6     | 6       | 5           |
| 5      | I Feel Good - James Brown                          | Francesco Paolantoni | 21        | 7          | 7     | 7       | -           |

- Esibizione di Gabriele Cirilli: Fin che la barca va - Orietta Berti
- Ospiti: Il cast di Ballando con le stelle (in collegamento video)

### Seconda puntata
La seconda puntata è andata in onda il 25 settembre 2020 ed è stata vinta da Barbara Cola, che ha interpretato Tina Turner in Proud Mary.
| Ordine | Canzone e cantante imitato               | Concorrente          | Punteggio | Panariello | Goggi | Salemme | Guanciale | Concorrenti |
| ------ | ---------------------------------------- | -------------------- | --------- | ---------- | ----- | ------- | --------- | ----------- |
| 4      | Proud Mary - Tina Turner                 | Barbara Cola         | 75        | 15         | 15    | 15      | 15        | 15          |
| 9      | Greatest Love of All - Whitney Houston   | Giulia Sol           | 60        | 13         | 12    | 13      | 12        | 10          |
| 6      | La notte - Arisa                         | Carolina Rey         | 57        | 12         | 11    | 11      | 13        | 10          |
| 8      | Scende la pioggia - Gianni Morandi       | Pago                 | 56        | 14         | 14    | 14      | 14        | -           |
| 1      | Fai rumore - Diodato                     | Virginio             | 47        | 11         | 13    | 12      | 11        | -           |
| 3      | Tikibombom - Levante                     | Francesca Manzini    | 37        | 9          | 7     | 6       | 10        | 5           |
| 2      | Bailando - Enrique Iglesias              | Sergio Múñiz         | 37        | 10         | 10    | 9       | 8         | -           |
| 5      | Figli delle stelle - Alan Sorrenti       | Francesco Paolantoni | 35        | 8          | 8     | 10      | 9         | -           |
| 10     | Questa è la mia vita - Ligabue           | Luca Ward            | 35        | 6          | 9     | 8       | 7         | 5           |
| 7      | Boys (Summertime Love) - Sabrina Salerno | Carmen Russo         | 31        | 7          | 6     | 7       | 6         | 5           |

- Quarto giudice: Lino Guanciale
- Esibizione di Gabriele Cirilli: Su di noi - Pupo

### Terza puntata
La terza puntata è andata in onda il 2 ottobre 2020 ed è stata vinta da Pago, che ha interpretato Fabrizio Moro in Portami via.
| Ordine | Canzone e cantante imitato                              | Concorrente          | Punteggio | Panariello | Goggi | Salemme | Pantani | Concorrenti |
| ------ | ------------------------------------------------------- | -------------------- | --------- | ---------- | ----- | ------- | ------- | ----------- |
| 7      | Portami via - Fabrizio Moro                             | Pago                 | 66        | 13         | 15    | 14      | 14      | 10          |
| 10     | Rolling in the Deep - Adele                             | Barbara Cola         | 62        | 14         | 13    | 15      | 15      | 5           |
| 3      | Careless Whisper - George Michael                       | Virginio             | 60        | 15         | 14    | 13      | 13      | 5           |
| 5      | Avevo un cuore (che ti amava tanto) - Mino Reitano      | Francesco Paolantoni | 52        | 9          | 9     | 10      | 9       | 15          |
| 8      | Oops!... I Did It Again - Britney Spears                | Carolina Rey         | 48        | 8          | 12    | 11      | 12      | 5           |
| 4      | Tutta colpa mia - Elodie                                | Giulia Sol           | 47        | 12         | 10    | 12      | 8       | 5           |
| 9      | Tutta mia la città - Maurizio Vandelli                  | Sergio Múñiz         | 42        | 10         | 8     | 8       | 11      | 5           |
| 1      | Jambo - Giusy Ferreri                                   | Francesca Manzini    | 41        | 11         | 11    | 9       | 10      | -           |
| 2      | Tuca tuca - Raffaella Carrà                             | Carmen Russo         | 28        | 7          | 7     | 7       | 7       | -           |
| 6      | You're the First, the Last, My Everything - Barry White | Luca Ward            | 24        | 6          | 6     | 6       | 6       | -           |

- Quarto giudice: Ubaldo Pantani
- Ospiti: Enzo Paolo Turchi, Raffaella Carrà[1]
- Esibizione di Gabriele Cirilli: Rolls Royce - Achille Lauro

### Quarta puntata
La quarta puntata è andata in onda il 9 ottobre 2020 ed è stata vinta da Pago, che ha interpretato Tony Hadley in Gold.
| Ordine | Canzone e cantante imitato                         | Concorrente          | Punteggio | Panariello | Goggi | Salemme | Argentero | Concorrenti |
| ------ | -------------------------------------------------- | -------------------- | --------- | ---------- | ----- | ------- | --------- | ----------- |
| 7      | Gold - Tony Hadley                                 | Pago                 | 61        | 14         | 13    | 15      | 14        | 5           |
| 9      | Solo per te e Parlami d'amore - Giuliano Sangiorgi | Virginio             | 59        | 11         | 15    | 13      | 15        | 5           |
| 3      | Candyman - Christina Aguilera                      | Giulia Sol           | 54        | 12         | 12    | 14      | 11        | 5           |
| 8      | Cosa ti aspetti da me - Loredana Bertè             | Francesca Manzini    | 53        | 13         | 14    | 11      | 10        | 5           |
| 2      | Oggi sono io - Mina                                | Barbara Cola         | 51        | 15         | 11    | 12      | 13        | -           |
| 1      | Se tu non torni - Miguel Bosé                      | Sergio Múñiz         | 46        | 9          | 10    | 8       | 9         | 10          |
| 6      | Come foglie - Malika Ayane                         | Carolina Rey         | 42        | 10         | 8     | 7       | 12        | 5           |
| 4      | Una rotonda sul mare - Fred Bongusto               | Luca Ward            | 39        | 8          | 9     | 9       | 8         | 5           |
| 5      | Sex Bomb - Tom Jones                               | Francesco Paolantoni | 35        | 7          | 6     | 10      | 7         | 5           |
| 10     | Love Me Baby - Sheila                              | Carmen Russo         | 30        | 6          | 7     | 6       | 6         | 5           |

- Quarto giudice: Luca Argentero
- Esibizione di Gabriele Cirilli: Sarà perché ti amo - Ricchi e Poveri.

### Quinta puntata
La quinta puntata è andata in onda il 16 ottobre 2020 ed è stata vinta da Carolina Rey, che ha interpretato Gaia in Chega.
| Ordine | Canzone e cantante imitato                     | Concorrente          | Punteggio | Panariello | Goggi | Salemme | Frassica | Concorrenti |
| ------ | ---------------------------------------------- | -------------------- | --------- | ---------- | ----- | ------- | -------- | ----------- |
| 6      | Chega - Gaia                                   | Carolina Rey         | 64        | 11         | 12    | 12      | 14       | 15          |
| 2      | Bella d'estate - Mango                         | Virginio             | 57        | 13         | 14    | 14      | 11       | 5           |
| 4      | Nel sole - Al Bano                             | Barbara Cola         | 56        | 15         | 13    | 15      | 13       | -           |
| 8      | A mano a mano - Rino Gaetano                   | Pago                 | 55        | 12         | 15    | 13      | 15       | -           |
| 10     | Father and Son - Cat Stevens                   | Sergio Múñiz         | 54        | 14         | 10    | 11      | 9        | 10          |
| 5      | Romantica - Tony Dallara                       | Francesco Paolantoni | 44        | 10         | 7     | 10      | 12       | 5           |
| 9      | Mambo salentino e Karaoke - Alessandra Amoroso | Giulia Sol           | 43        | 8          | 8     | 9       | 8        | 10          |
| 7      | Tomorrow - Amanda Lear                         | Luca Ward            | 41        | 9          | 9     | 8       | 10       | 5           |
| 3      | On the Floor - Jennifer Lopez                  | Francesca Manzini    | 32        | 7          | 11    | 7       | 7        | -           |
| 1      | Tu vuò fà l'americano - Sophia Loren           | Carmen Russo         | 24        | 6          | 6     | 6       | 6        | -           |

- Quarto giudice: Nino Frassica
- Ospite: Al Bano[2]
- Esibizione di Gabriele Cirilli: Ciao amore ciao - Morgan

### Sesta puntata
La sesta puntata è andata in onda il 23 ottobre 2020 ed è stata vinta da Virginio, che ha interpretato Bruno Mars in Uptown Funk. Questa puntata ha inoltre decretato Pago campione dell'edizione.
| Ordine | Canzone e cantante imitato                   | Concorrente          | Punteggio | Panariello | Goggi | Salemme | Cirilli | Concorrenti |
| ------ | -------------------------------------------- | -------------------- | --------- | ---------- | ----- | ------- | ------- | ----------- |
| 8      | Uptown Funk - Bruno Mars                     | Virginio             | 70        | 15         | 15    | 15      | 15      | 10          |
| 4      | Eppure sentire (Un senso di te) - Elisa      | Carolina Rey         | 59        | 11         | 11    | 14      | 13      | 10          |
| 9      | Che sia benedetta - Fiorella Mannoia         | Barbara Cola         | 55        | 14         | 13    | 13      | 10      | 5           |
| 10     | Dancing in the Dark - Bruce Springsteen      | Pago                 | 52        | 10         | 12    | 11      | 14      | 5           |
| 2      | Pensiero d'amore - Mal                       | Sergio Múñiz         | 48        | 12         | 14    | 10      | 12      | -           |
| 3      | My Way - Frank Sinatra                       | Francesco Paolantoni | 48        | 7          | 6     | 8       | 7       | 20          |
| 6      | ...E dimmi che non vuoi morire - Patty Pravo | Francesca Manzini    | 42        | 13         | 9     | 9       | 11      | -           |
| 1      | What a Feeling - Irene Cara                  | Giulia Sol           | 38        | 8          | 10    | 12      | 8       | -           |
| 7      | Vecchio frack - Domenico Modugno             | Luca Ward            | 33        | 9          | 8     | 7       | 9       | -           |
| 5      | Vogue - Madonna                              | Carmen Russo         | 25        | 6          | 7     | 6       | 6       | -           |

- Quarto giudice: Gabriele Cirilli

## Cinque punti dei concorrenti
Ogni concorrente deve dare cinque punti ad uno degli altri concorrenti (oppure a se stesso). Questi cinque punti, assegnati dopo i punteggi forniti dai membri della giuria (a differenza della quarta e dalla sesta puntata, dove sono stati forniti prima), contribuiscono a formare la classifica finale e il vincitore di puntata, che viene svelato al termine della stessa.
| Puntata | Cola       | Manzini  | Múñiz | Pago       | Paolantoni | Rey        | Russo      | Sol        | Virginio   | Ward       |
| ------- | ---------- | -------- | ----- | ---------- | ---------- | ---------- | ---------- | ---------- | ---------- | ---------- |
| 1       | Sol        | Sol      | Sol   | Virginio   | Pago       | Virginio   | Rey        | Manzini    | Pago       | Russo      |
| 2       | Rey        | Manzini  | Cola  | Sol        | Rey        | Russo      | Ward       | Cola       | Cola       | Sol        |
| 3       | Paolantoni | Pago     | Cola  | Paolantoni | Sol        | Pago       | Virginio   | Paolantoni | Rey        | Múñiz      |
| 4       | Manzini    | Múñiz    | Sol   | Russo      | Rey        | Paolantoni | Pago       | Múñiz      | Ward       | Virginio   |
| 5       | Múñiz      | Sol      | Ward  | Sol        | Rey        | Virginio   | Rey        | Múñiz      | Paolantoni | Rey        |
| 6       | Paolantoni | Virginio | Rey   | Paolantoni | Pago       | Virginio   | Paolantoni | Cola       | Rey        | Paolantoni |

## Classifiche

### Classifica generale
Anche quest'anno la classifica finale è stata determinata, oltre che dai punti guadagnati da ciascun concorrente nelle esibizioni di tutte le puntate, anche da altri 10 punti bonus, assegnati nell'ultima puntata da ogni giudice e dai coach a un concorrente a loro scelta, rispettivamente:
- Giorgio Panariello: Carmen Russo
- Loretta Goggi: Pago
- Vincenzo Salemme: Francesco Paolantoni
- Coach: Pago

| Posizione | Concorrente          | Punti |
| --------- | -------------------- | ----- |
| 1         | Pago                 | 362   |
| 2         | Virginio             | 348   |
| 3         | Barbara Cola         | 332   |
| 4         | Carolina Rey         | 307   |
| 5         | Giulia Sol           | 283   |
| 6         | Sergio Múñiz         | 253   |
| 7         | Francesca Manzini    | 245   |
| 7         | Francesco Paolantoni | 245   |
| 9         | Luca Ward            | 209   |
| 10        | Carmen Russo         | 171   |

- Pago vince la decima edizione di Tale e quale show.
- Virginio è il secondo classificato.
- Barbara Cola è la terza classificata.

### Classifica categoria Uomini
| Posizione | Concorrente          | Punti |
| --------- | -------------------- | ----- |
| 1         | Pago                 | 362   |
| 2         | Virginio             | 348   |
| 3         | Sergio Múñiz         | 253   |
| 4         | Francesco Paolantoni | 245   |
| 5         | Luca Ward            | 209   |

- Pago è il primo classificato della categoria Uomini.
- Pago, Virginio e Sergio Múñiz si qualificano alla nona edizione del torneo.
- Francesco Paolantoni e Luca Ward sono eliminati.

### Classifica categoria Donne
| Posizione | Concorrente       | Punti |
| --------- | ----------------- | ----- |
| 1         | Barbara Cola      | 332   |
| 2         | Carolina Rey      | 307   |
| 3         | Giulia Sol        | 283   |
| 4         | Francesca Manzini | 245   |
| 5         | Carmen Russo      | 171   |

- Barbara Cola è la prima classificata della categoria Donne.
- Barbara Cola, Carolina Rey e Giulia Sol si qualificano alla nona edizione del torneo.
- Francesca Manzini e Carmen Russo sono eliminate.

## Le esibizioni di Gabriele Cirilli
Gabriele Cirilli, partecipante alle prime due edizioni del programma, al torneo dei campioni e fuori gara, in quest'edizione torna ad interpretare per ogni puntata alcuni personaggi del mondo della musica, tranne nell'ultima puntata.
| Puntata | Esibizione                           | Note |
| 1       | Fin che la barca va - Orietta Berti  | Gabriele Cirilli si è esibito interpretando dal vivo una versione della canzone di Orietta Berti sulla base di We Are the World di USA for Africa, mentre tutti i concorrenti hanno accompagnato l'esibizione cantando in playback e in coro nelle vesti dei personaggi interpretati durante la puntata e imitandone le voci. |
| 2       | Su di noi - Pupo                     | Gabriele Cirilli si è esibito interpretando dal vivo una versione della canzone di Pupo sulla base di The Show Must Go On dei Queen, mentre tutti i concorrenti hanno accompagnato l'esibizione cantando in playback e in coro nelle vesti dei personaggi interpretati durante la puntata e imitandone le voci. |
| 3       | Rolls Royce - Achille Lauro          | Gabriele Cirilli si è esibito interpretando dal vivo una versione della canzone di Achille Lauro in stile tango, mentre tutti i concorrenti hanno accompagnato l'esibizione cantando in playback e in coro nelle vesti dei personaggi interpretati durante la puntata e imitandone le voci. |
| 4       | Sarà perché ti amo - Ricchi e Poveri | Gabriele Cirilli si è esibito interpretando dal vivo Angela Brambati in una versione della canzone dei Ricchi e Poveri in stile Star Wars, mentre tutti i concorrenti hanno accompagnato l'esibizione cantando in playback e in coro nelle vesti dei personaggi interpretati durante la puntata e imitandone le voci. |
| 5       | Ciao amore ciao - Morgan             | Gabriele Cirilli si è esibito interpretando dal vivo la canzone di Luigi Tenco nei panni di Morgan, mentre tutti i concorrenti sono intervenuti cantando in alcune parti della canzone nelle vesti dei personaggi interpretati durante la puntata e imitandone le voci. |
| 6       | –                                    | Nell'ultima puntata Gabriele Cirilli, anziché cimentarsi nuovamente nell'interpretazione di un personaggio con una versione rivisitata della sua canzone, ha fatto parte della giuria come quarto giudice della serata, pertanto non si è potuto esibire. Verso la fine della puntata, però, è stato mandato in onda un filmato contenente un breve tratto dell'esibizione di alcuni tra i numerosi personaggi interpretati nelle varie edizioni. |

## Tale e quale pop
Come nelle precedenti edizioni, in ogni puntata vi è uno spazio in cui vengono trasmessi video amatoriali inviati da telespettatori che si cimentano nell'imitazione canora di un personaggio del panorama musicale italiano o internazionale.

## Ascolti
| Puntata | Messa in onda     | Telespettatori | Share  |
| ------- | ----------------- | -------------- | ------ |
| 1       | 18 settembre 2020 | 3 524 000      | 18,90% |
| 2       | 25 settembre 2020 | 3 741 000      | 18,53% |
| 3       | 2 ottobre 2020    | 3 782 000      | 18,42% |
| 4       | 9 ottobre 2020    | 3 883 000      | 18,86% |
| 5       | 16 ottobre 2020   | 4 282 000      | 19,41% |
| 6       | 23 ottobre 2020   | 4 209 000      | 19,10% |
| Media   | Media             | 3 904 000      | 18,87% |